# Sophie von Adelung
Sophie von Adelung (11 de março de 1850 – 15 de junho de 1927) foi uma escritora e pintora alemã. Ela também escreveu sob o pseudônimo de S. Aden.

## Biografia
Sophie von Adelung nasceu em Stuttgart, em uma família de origem russa; seu pai, Nikolaus von Adelung (1809–1878), foi secretário da Rainha Olga e conselheiro particular no Reino de Württemberg. Além de seu outro trabalho, Nikolaus foi executor literário de seu pai, Friedrich von Adelung. A mãe de Sophie, Alexandrine von Schubert (1824–1901), era filha do general Friedrich von Schubert. Outros filhos do casamento entre Alexandrine e Nikolaus incluíram um filho, nomeado em homenagem ao pai, que se tornou um notável entomologista, e outra filha, Olga, com quem Sophie colaborou em várias obras.